# Ivan Polikarp Severitan
Ivan Polikarp Severitan (1472. – oko 1526.), hrvatski pjesnik latinist iz Šibenika, dominikanac. Napisao je ep u tri pjevanja Solimais ("Pjesma o Jeruzalemu", 1509.), te epski uobličenu povijest talijanske vladarske obitelji Da Montefeltro, vojvoda Urbina, njegovih mecena (Feretreis, "Feretreida", 1522., povijest urbinske obitelji Montefeltro).
Značajna je i njegova politička misao.